# Saranda
Saranda (albanisch auch Sarandë; griechisch Άγιοι Σαράντα Ágioi Saránta; italienisch Santi Quaranta) ist eine Hafenstadt im äußersten Süden Albaniens mit fast 20.000 Einwohnern (Volkszählung 2023). Saranda ist ein beliebter Badeort am Ionischen Meer unweit der griechischen Insel Korfu.

## Geographie
Saranda liegt an einer kleinen, nicht sonderlich geschützten und nach Süden offenen Bucht, die von 200 bis 400 Meter hohen Hügeln umgeben ist. Von hier sind es nur wenige Kilometer zur südwestlich gelegenen griechischen Insel Korfu. Von der fruchtbaren Ebene im Osten ist die Stadt durch einen schmalen Hügelzug getrennt, der sich nach Süden bis zum knapp 20 Kilometer entfernten Vivar-Kanal bei Butrint zieht und sich nördlich der Stadt zu 600 Meter hohen Bergen erhebt. Auf dem Mali i Lëkurësit, der ein Teil dieses Hügelzuges ist und südöstlich des Stadtzentrums liegt, wurde von den Osmanen im 16. oder 17. Jahrhundert eine Burg errichtet (genannt Kalaja e Lëkurësit). Auf einem Hügel weiter nördlich stehen über der Stadt die Ruinen des Klosters der vierzig Märtyrer.
Seit 2015 gehört auch die ehemalige Gemeinde (komuna) Ksamil auf der Halbinsel südlich zwischen Butrintsee und dem Meer zur Gemeinde (bashkia) Saranda. Ksamil und Saranda sind die Njësitë administrative (Verwaltungseinheiten) der Bashkia Saranda. Die vereinte Gemeinde hat 22.613 Einwohner (Volkszählung 2023). Seit 2011 ist die Bevölkerung in zwölf Jahren um 12 % gewachsen – entgegen der allgemeinen Entwicklung in Albanien, aber vielleicht auch beeinflusst durch einen Boykott der Volkszählung 2011 von Teilen der griechischen Bevölkerung.
| Name    | Einwohner 2023 | Einwohner 2011 |
| ------- | -------------- | -------------- |
| Ksamil  | 2.731          | 2.994          |
| Saranda | 19.882         | 17.233         |
| Total   | 22.613         | 20.227         |

Zur Njësia administrative Saranda gehören auch die umliegenden Dörfer Çuka, Gjashta, Metoq und Shelegar.
Nordöstlich von Saranda liegt 15 Kilometer entfernt im Landesinneren die Kleinstadt Delvina. Im Norden beginnt die Albanische Riviera.

## Bevölkerung
Die Stadt Saranda mit den umliegenden Dörfern Gjashta, Metoq, Çuka und Shelegar hat 17.233 Einwohner (Volkszählung 2011), die fünfzehntgrößte Stadt des Landes. Ein abnehmender Anteil von ihnen gehört zur griechischen Minderheit: Während im Jahr 1990 rund 7500 Personen zur griechischen Minderheit gehörten, waren es etwas mehr als zehn Jahre später noch etwa 3500. Diese Entwicklung ist den wirtschaftlich bedingten Wanderungsbewegungen geschuldet: Ethnische Griechen bekamen leichter Aufenthaltsgenehmigungen im Nachbarland, was ihre Abwanderung beschleunigte. Viele Bewohner Sarandas siedelten auch in die Hauptstadt Tirana über.
Im Gegensatz zu den meisten anderen Regionen Albaniens nahm die Bevölkerung der Bashkia Saranda zwischen 2011 und 2023 nicht ab. Das ist vermutlich einerseits mit besseren wirtschaftlichen Verhältnissen in der Region zu erklären, allenfalls auch mit dem Boykott der Volkszählung von 2011 durch Teile der griechischen Minderheit.

## Geschichte

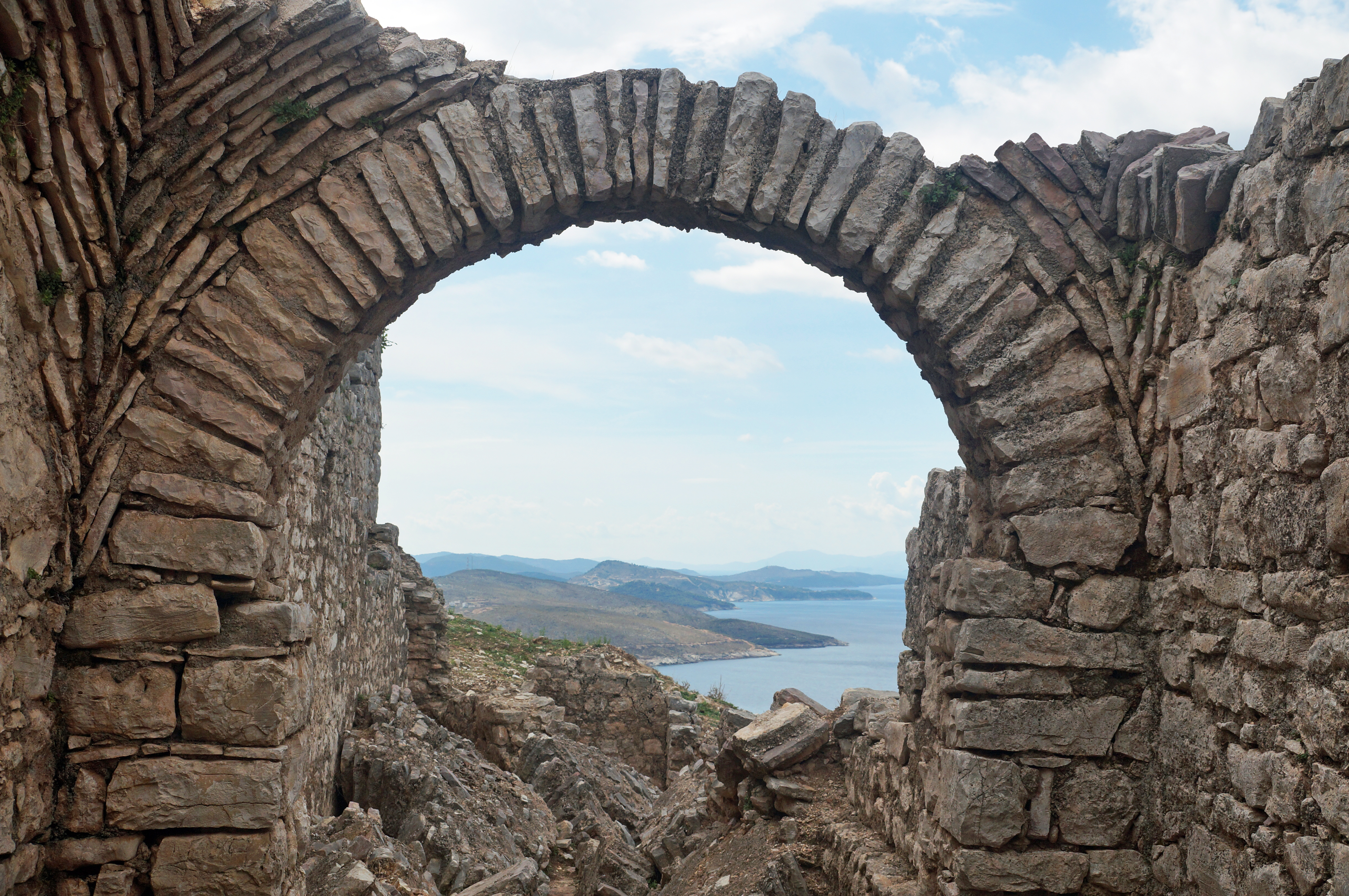
Ruinen des Klosters der vierzig Märtyrer

In der Antike hieß der Ort Onchesmos und diente vor allem als Hafen von Phoinike. Diverse Überreste aus der Spätantike wie zum Beispiel die Stadtmauer sind noch heute im Stadtzentrum zu sehen. Darunter sind auch die Reste einer großen Synagoge, Beweis für die jahrtausendlange Präsenz von Juden in Albanien. Im 6. Jahrhundert wurde oberhalb der Stadt die „gewaltige Kirche“ (Guntram Koch) des „Klosters für die vierzig Märtyrer“ gebaut, vermutlich ein Pilgerort mit großer Krypta. Von ihrem griechischen Namen Hagioi Saranta leitet sich auch der heutige Name Saranda ab. Später setzte sich vermehrt die italienische Fassung Santi Quaranta durch. Die Ruinen der Basilika, die der Archäologe Luigi Maria Ugolini Ende der 1930er Jahre noch untersucht hatte, wurden während des Zweiten Weltkriegs durch einen Luftangriff vollständig vernichtet.
Wie Butrint wurde auch Saranda während der Völkerwanderung im Jahr 551 zerstört. Im Mittelalter hatte die Hafenstadt meist keine große Bedeutung und wurde wiederholt zerstört und geplündert. Vom Beginn des 15. Jahrhunderts an war Saranda nahezu 500 Jahre Teil des Osmanischen Reiches, gehörte zum „Sandschak von Delvina“ und erlebte einen Niedergang. 1878 brannten griechische Nationalisten aus Korfu die Stadt nieder.

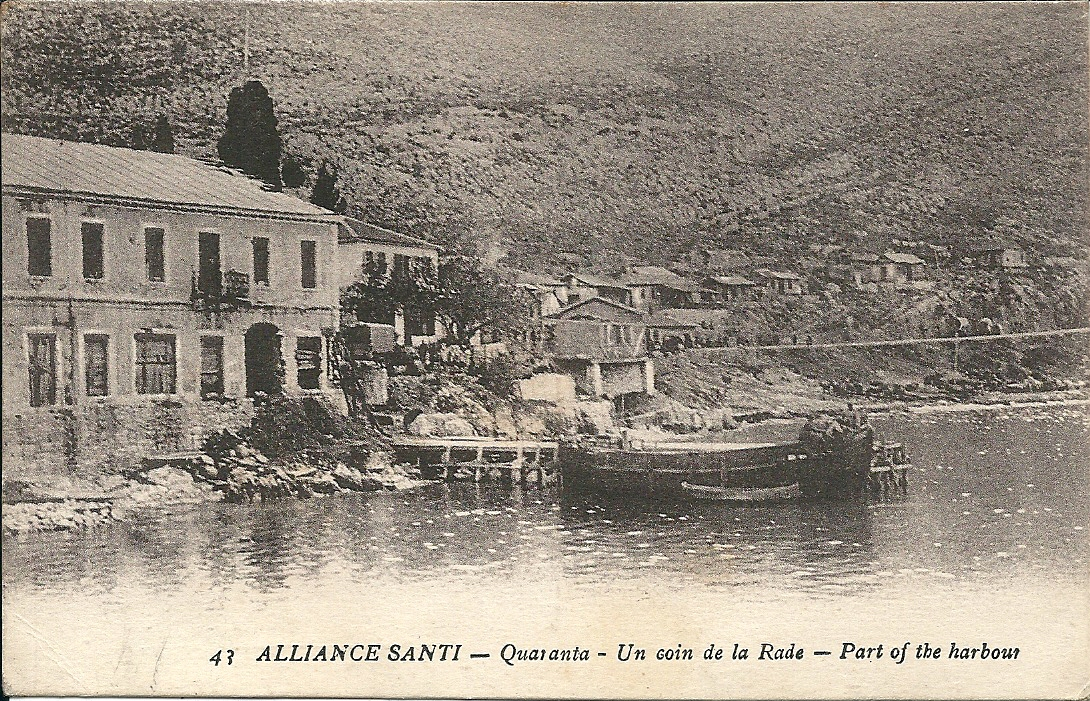
Hafen und Hütten Anfang des 20. Jahrhunderts

Im Ersten Balkankrieg 1912 besetzten griechische Truppen den Ort. Wegen der griechischen Minderheit beanspruchte die Athener Regierung Saranda sowie weitere Städte im Süden und Südosten Albaniens (Nordepirus) für Griechenland. Die europäischen Großmächte übten diplomatischen Druck auf die Griechen aus, und diese räumten schließlich Saranda Anfang 1914 und der Ort wurde mit Albanien vereinigt. Saranda zählte 1913 lediglich 110 Einwohner. Während des Ersten Weltkriegs diente das kleine Dorf von 1916 bis Anfang 1919 als Militärhafen der italienischen Marine.
In der Zwischenkriegszeit nahm die Einwohnerzahl rasch zu. Vor dem Zweiten Weltkrieg nannten die Albaner den Ort Pirro, während acht Monaten nach dem albanischen König Zogu auch Zogaj. Am Karfreitag 1939 war Saranda einer der Landungsorte der italienischen Truppen, die Albanien für das faschistische Italien okkupierten, um die imperialen Pläne Benito Mussolinis zu verwirklichen. Während der italienischen Besatzung wurde der Hafen nach Mussolinis Tochter Porto Edda genannt.
Nach dem gescheiterten italienischen Angriff auf Griechenland zu Beginn des Zweiten Weltkriegs gingen die Griechen im Winter 1940 zur Gegenoffensive über und besetzten am 6. Dezember auch Saranda. Im Oktober 1944 landeten 1200 britische Marinesoldaten an der Küste nördlich von Saranda, um die deutschen Truppen im Ort zu bekämpfen. Die kommunistischen Partisanen hatten aber bereits Saranda umzingelt und verlangten, dass die Briten das albanische Territorium wieder verließen. Bei den Kämpfen um die Stadt wurden die Reste des Klosters der vierzig Märtyrer zerstört. 1945 wurden 1520 Einwohner gezählt.
Unter der Diktatur Enver Hoxhas wurde Saranda ab Mitte der 1950er Jahre zum Urlaubsort ausgebaut und bedeutend erweitert. Auch einige Fabriken insbesondere der Nahrungsmittelindustrie wurden errichtet. In der östlich gelegenen Ebene wurden viele Landwirtschaftsbetriebe aufgebaut. Erst in dieser Zeit bekam der Ort einen städtischen Charakter. 1967 lebten 8700 Einwohner in der Stadt.
Nach dem Sturz der Diktatur 1990/91 wurden die meisten Betriebe geschlossen, und in der Folge stiegen Arbeitslosigkeit und Armut. Beim Lotterieaufstand 1997 brachen Randalierer in die drei Museen (Erziehung, Waffen und Ethnographie) der Stadt ein, raubten sie aus und setzten sie in Brand. Die Reste sind in der kleinen Ausstellung Museu i Traditës am Hafen zu sehen.

## Tourismus
Zum wichtigsten Erwerbszweig der Einwohner ist in den letzten 20 Jahren der Badetourismus geworden. In den letzten Jahren hat die touristische Entwicklung einen Bau-Boom ausgelöst. Zahlreiche Hotels und auch Gebäude mit Ferienwohnungen wurden errichtet. Der Ort dehnt sich mehr und mehr in das früher unbebaute Umland aus. Dadurch hat Saranda viel von seinem früheren Reiz eines kleinen Küstenstädtchen verloren. Seit 2013 wurden im Rahmen des Programms der damaligen Regierung Rama illegal erbaute Gebäude und Objekte abgerissen.
Die bedeutendste Sehenswürdigkeit bei Saranda sind die ausgedehnten antiken Ruinen von Butrint etwa 15 Kilometer südlich der Stadt, seit 1992 UNESCO-Weltkulturerbe. Andere Sehenswürdigkeiten sind die byzantinische Kirche Shën Kollë (Nikolaus von Myra geweiht) in Mesopotam sowie Syri i Kaltër (Blaues Auge), die wohl berühmteste Karstquelle Albaniens. Auch die antike Stätte Phoinike östlich der Stadt bei Finiq ist eine nennenswerte Sehenswürdigkeit. 2006 wurde dort ein Theater ausgegraben.
Saranda wird jährlich von rund 500.000 Touristen besucht. 35 Prozent davon sind nicht aus Albanien oder Kosovo (Stand 2014).

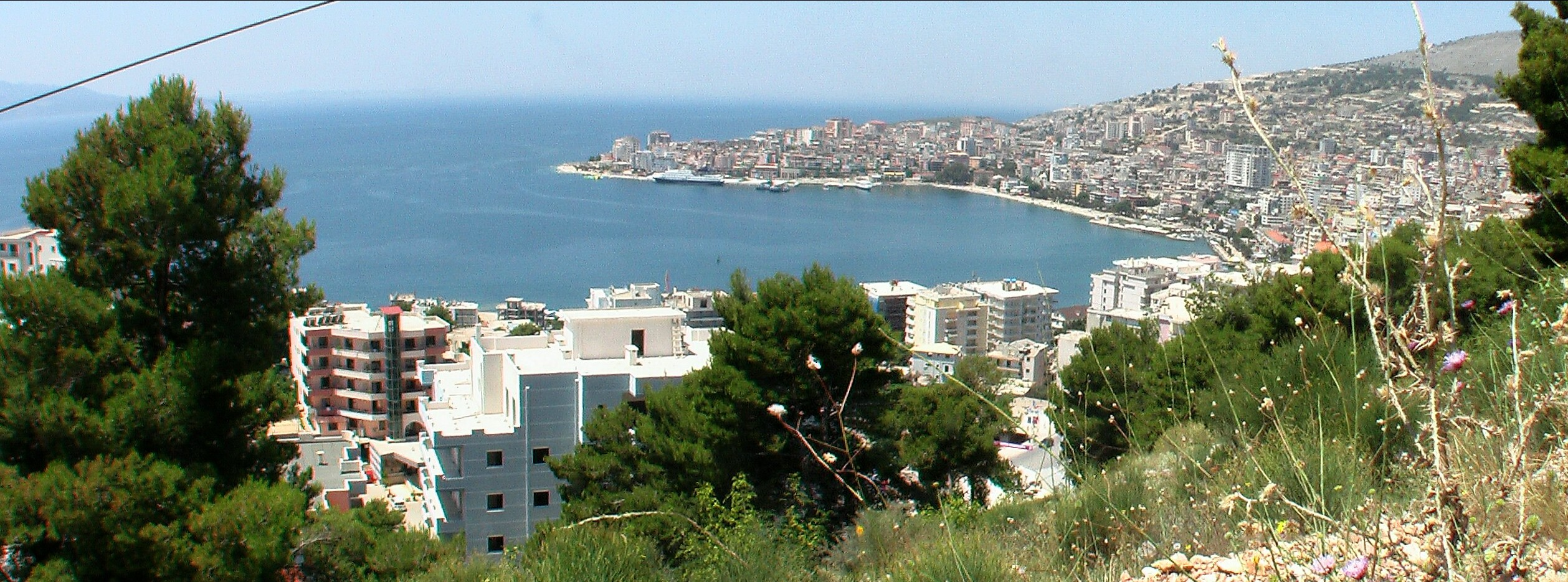
Die von der Stadt gesäumte Bucht

## Verkehr

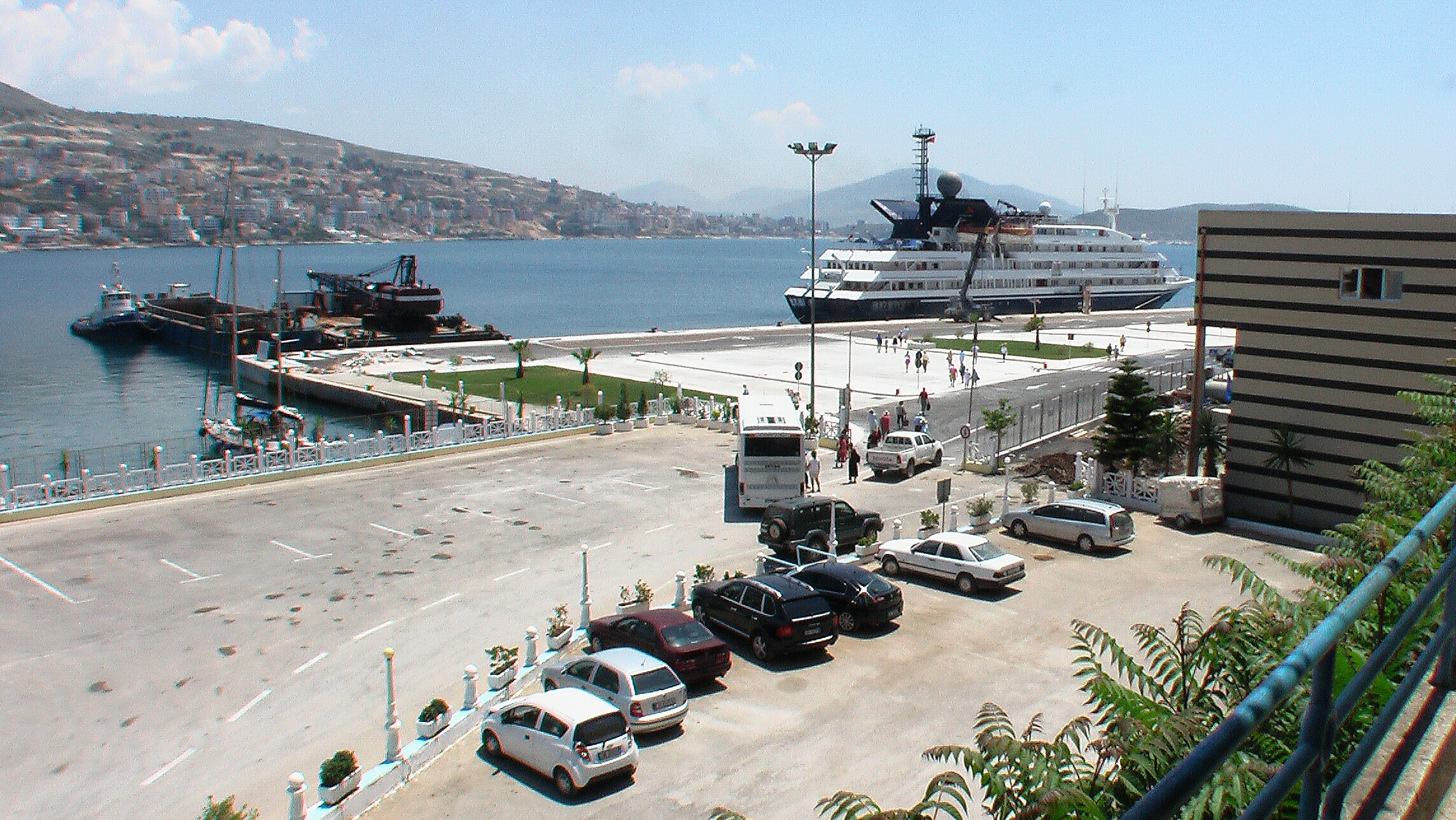
Der Hafen

Ganz im Süden Albaniens gelegen und durch gebirgiges Hinterland umgeben, ist Saranda nur wenig an die Zentren des Landes angebunden. Eine Busfahrt über Gjirokastra in die Hauptstadt Tirana (ca. 270 Kilometer) dauert vier bis fünf Stunden. Die kurvige Küstenstraße entlang der Albanischen Riviera (SH8) über Himara nach Vlora wurde erneuert. Für die rund 120 Kilometer braucht man über zwei Stunden. Der Verkehr von und nach Saranda führte jedoch mehrheitlich weiterhin über den 572 m ü. A. hohen Pass Qafa e Muzinës (SH99), der eine wichtige Verbindung mit dem Drinotal und der gut ausgebauten SH4 (Nord-Süd-Korridor) ist, bis 2022 die neue Route „Kardhiq-Delvina“ eröffnet worden ist. Diese Strecke mit dem 1300 Meter langen Skërfica-Tunnel ist besser ausgebaut, deutlich breiter und kürzer. Ein weiterer, kleiner Grenzübergang nach Griechenland befindet sich im Süden bei Konispol; bis zu dieser Grenze sind es rund 35 Kilometer.
Von Korfu verkehren täglich Fähren und Tragflügelboote nach Saranda. Besonders im Sommer kommen viele ausländische Tagestouristen per Schiff nach Albanien. Kreuzfahrtschiffe nutzen den Hafen, damit ihre Passagiere Butrint besuchen können. In der Hochsaison verkehren Tragflügelboote zum Teil auch nach Himara und Vlora.
Die Bedeutung des Hafens als Warenumschlagplatz für Albanien ist sehr gering: Im Jahr 2004 belief sich der Warenumschlag auf lediglich 73.400 Tonnen. Die albanische Marine betreibt dort einen Stützpunkt.

## Persönlichkeiten
- Hasan Tahsini (1811–1881), Politiker
- Kiço Mustaqi (1938–2019), Politiker
- Milto Gurma (* 1951), Fußballspieler
- Serxhio Emini (* 2002), Fußballspieler